# Dalea polystachya
Dalea polystachya là một loài thực vật có hoa trong họ Đậu. Loài này được (Sesse & Moc.) Barneby miêu tả khoa học đầu tiên.